# 跡津川断層
跡津川断層（あとつがわだんそう）は、富山県の立山から岐阜県の天生峠にかけての全長約70kmの断層である。日本を代表する横ずれ断層の1つで、活動度A級の活断層である。

## 地形と地質
名称の由来となっている跡津川は断層に沿って直線的に流れている。跡津川が注ぐ高原川は断層運動によって大きく右ずれし、クランク状に屈曲している。本流の宮川もまた跡津川断層と交差しており、屈曲が認められる。飛騨市宮川にある池ヶ原湿原と、飛騨市と白川村との境界にある天生湿原は跡津川断層上に位置しており、どちらも断層運動により形成された湿地である。

## 過去の地震活動
跡津川断層は、安政5年（1858年）の飛越地震の震源断層と推定されている。この地震において、断層に沿った集落の倒壊率が著しく高かった（いわゆる震災の帯）ことと、断層線の北西端にある立山の鳶山で大崩壊が発生（鳶山崩れ、日本三大崩壊の1つ）したことが分かっている。
活断層の活動周期は個々の断層により差異があるものの一般的には数千年単位であるため、跡津川断層を震源とする大地震が近いうちに起きる可能性はほとんどないと考えられている。

## 真川の跡津川断層
真川の跡津川断層（まかわのあとつがわだんそう）は国指定の天然記念物（2003年指定）。跡津川断層の東のはずれの富山県富山市に位置する。